# Жан-Пиер Рафарен
Жан-Пиер Рафарен (на френски: Jean-Pierre Raffarin) е френски консервативен политик, премиер-министър на Френската република от 2002 до 2005 година, при президента Жак Ширак.
Назначен е на поста след победата на Ширак на президентските избори във Франция, през 2002 година. Представлява партията „Съюз за президентско мнозинство“ (на френски: Union pour la majorité présidentielle).
На 31 март 2004 година сформира ново правителство.
След провала на проекта за Европейска конституция, Рафарен подава оставка на 31 май 2005 година. Съгласно сондаж на общественото мнение, проведено сред гражданите във Франция, Рафарен е един от най-непопулярните френски политици, от обявяването на Петата република, през 1958 година.